# Cabdi Faarah
Cabdi Faarah (ook: Abdi Farah, Cabdi-Faarah, Cabdi Faarax, Bale Abdi Farah) is een dorp in het district Oodweyne, regio Togdheer, in de niet-erkende staat Somaliland, en dus formeel gelegen in Somalië.
Cabdi Faarah ligt op een aride hoogvlakte, op bijna 1000 m hoogte, hemelsbreed ca. 26 km ten zuidwesten van de districtshoofdstad Oodweyne. Het dorp bestaat uit een enkel straatje, een moskee en een uitgegraven drinkwaterreservoir voor vee. Op korte afstand van het dorp liggen verspreide stukken omheinde vegetatie, deels voor gebruik als moestuintjes en om beschadiging door grazend vee te voorkomen.
Cabdi Faarah is via zandpaden verbonden met dorpen in de omgeving, zoals Qolqol ka Madoobe (18,4 km zuidelijk), Qurac Kudle (24,5 km zuidoostelijk), Xaaxi (18,4 km noordelijk), Beerato (20,6 km noordelijk), Balli Caraale (14,4 km), Caraale Ismaciil (7,0 km) en Balli Mureec (10,9 km).
Rond Cabdi Faarah liggen twee terreinen waarvan bekend is of vermoed wordt dat er antipersoneelsmijnen liggen.
Klimaat: Cabdi Faarah heeft een gemiddelde jaartemperatuur van 23,9 °C; de temperatuurvariatie is gering; de koudste maand is januari (gemiddeld 20,4°); de warmste september (26,3°). Regenval bedraagt jaarlijks ca. 242 mm met april en mei als natste maanden (de zgn. Gu-regens) en een tweede, minder uitgesproken regenseizoen in september-oktober (de zgn. Dayr-regens); het droge seizoen is van december - februari.